# Moulin de la Galette
Moulin de la Galette je mlin na veter in povezana podjetja, ki so blizu vrha hriba v okrožju Montmartre v Parizu. Od 17. stoletja je mlin na veter znan več kot le po svojih zmogljivostih mletja. Lastniki in mlinarji iz 19. stoletja, družina Debray, so delali črni kruh, galette, ki je postal priljubljen in s tem tudi dal ime mlinu na veter in njegovim pripadajočim podjetjem, ki so vključevala znamenito guinguette (pivnico) in restavracijo. Le Moulin de la Galette je v 19. stoletju predstavljal popestritev Parižanom, željnih zabave, kozarca vina in kruha iz moke, zmlete v mlinu na veter. Umetniki, kot so Auguste Renoir, Vincent van Gogh in Camille Pissarro, so ovekovečili Le Moulin de la Galette; verjetno najbolj opazna je bila Renoirjeva praznična slika, Ples v Le Moulin de la Galette.

## Mlin na veter
Mlin na veter Moulin de la Galette, znan tudi kot Blute-fin, je bil zgrajen leta 1622. Ime Blute-fin izhaja iz francoskega glagola bluter, ki pomeni presejanje moke za ločevanje otrobov.
Družina Debray je pridobila dva mlina za proizvodnjo moke, leta 1809 Blute-fin in leta 1812 Radet, ki sta bila zgrajena leta 1717, da bi proizvajala moko, znano na tem območju. Kot pred drugimi mlini na Montmartru tudi ti zadnji dve stavbi, ki sta ušli pred uničenjem, povezanim z urbanizacijo, nista bili uporabljeni samo za mletje pšenice: uporabljali so ju tudi za stiskanje pridelkov ali drobljenje materialov, potrebnih za tovarne, do leta 1870 – vključno z alabastrom iz kamnolomih Montmartra in namenjenih tovarni porcelana, ustanovljeni leta 1771 v Clignancourtu, ali tistim, ki so potrebni za parfumerijo, ki je bila na križišču ulic rue Norvins in rue Girardon
Društvo Prijatelji starega Montmartra ga je leta 1915 rešilo pred uničenjem. Leta 1924 je lastnik mlin na veter preselil na vogal ulic Girardon in Lepic. Leta 1978 je bil obnovljen, vendar ne obratuje. Mlin na veter je od leta 1958 uvrščen med spomenike.

## Obleganja leta 1814 in 1870
Ob koncu napoleonskih vojn leta 1814 so med obleganjem Pariza trije možje Debray izgubili življenje pri obrambi mlina na veter pred kozaki; mlinar je bil ubit in prikovan na krila mlina na veter.
Med francosko-prusko vojno je Montmartre napadlo 20.000 pruskih vojakov. Med obleganjem je bil Pierre-Charles Debray ubit in prikovan na krila vetrnice. Le nekaj korakov stran od Moulin de la Galette je bil narejen množični grob za tiste, ki so bili ubiti med obleganjem.

## Trgovski razcvet
Preživeli sin mlinarja, ubitega med obleganjem Pariza leta 1814, je mlin spremenil v guinguette.
Sedanje ime Moulin de la Galette temelji na galette, majhnem rjavem kruhu, ki so ga mlinarji iz Debraya, lastniki mlina v 19. stoletju, pripravljali in prodajali s kozarcem mleka. Okusen kruh je postal tako priljubljen, da so pozneje po njem poimenovali mlin na veter. In 1830, they replaced milk with wine (especially the local Montmartre wine) and the windmill became a cabaret. Leta 1830 so mleko zamenjali z vinom (zlasti lokalnim vinom Montmartre) in mlin na veter je postal kabaret. Parižani so se odpravili na Montmartre, da bi uživali v »preprostih užitkih« podeželja s kozarcem vina, sveže pečenim kruhom in pogledom s terase na Pariz in Seno pod njim. Leta 1833 se je eden od Debrayjev odločil odpreti prostor za ples, posvečen grški muzi Terpsihori. Njegov smisel za ples in navdušenje sta pritegnila obiskovalce v plesno dvorano in postala je uspešnica.
Avtor Émile Zola je leta 1876 zapisal: »Odhiteli smo na podeželje, da bi proslavili veselje, da nam ni bilo treba več poslušati pogovorov o politiki«, kar je pogosto pomenilo odsev poraza Francije v francosko-pruski vojni. Montmartre, dosegljiv z vlakom ali enourno hojo, je bil še vedno vas s sadovnjaki, trgovinami in dvema preostalima mlinoma na veter.
Ko so bližnja polja zamenjali s stanovanji in tovarnami, je Nicholas Charles Debray iskal poslovne priložnosti, da bi ostal delujoče podjetje. Enega od mlinov na veter so spremenili v razgledni stolp in zraven odprli plesno dvorano. Ljudje so prihajali v sproščen, priljubljen Moulin de la Galette zaradi zabave in plesa.
V svoji zgodovini je stavba doživela široko paleto uporab: kavarna na prostem, glasbena dvorana, televizijski studii in restavracija. Zdaj je zasebna last. Mlin na veter Radet pa označuje vhod v bistro z imenom Le Moulin de la Galette.

## Mlin na veter v umetnosti
Območje so upodabljali umetniki, kot so Auguste Renoir, Henri de Toulouse-Lautrec, Vincent van Gogh, Pablo Picasso, Ramon Casas, Paul François Quinsac, Kees van Dongen in Maurice Utrillo.
- Vincent van Gogh, Le Moulin de la Galette 1886
- Le Moulin de Blute-Fin (1886) iz Van Goghove serije Le Moulin de la Galette in Montmartre
- Henri de Toulouse-Lautrec, Au bal du moulin de la Galette 1889